# McLean (Illinois)
McLean es una villa ubicada en el condado de McLean en el estado estadounidense de Illinois. En el Censo de 2010 tenía una población de 830 habitantes y una densidad poblacional de 738,4 personas por km².

## Geografía
McLean se encuentra ubicada en las coordenadas 40°18′56″N 89°10′13″O / 40.31556, -89.17028. Según la Oficina del Censo de los Estados Unidos, McLean tiene una superficie total de 1.12 km², de la cual 1.12 km² corresponden a tierra firme y (0%) 0 km² es agua.

## Demografía
Según el censo de 2010, había 830 personas residiendo en McLean. La densidad de población era de 738,4 hab./km². De los 830 habitantes, McLean estaba compuesto por el 96.51% blancos, el 0.48% eran afroamericanos, el 0.12% eran amerindios, el 1.93% eran asiáticos, el 0% eran isleños del Pacífico, el 0% eran de otras razas y el 0.96% pertenecían a dos o más razas. Del total de la población el 0.72% eran hispanos o latinos de cualquier raza.